# Bauru
Bauru, amtlich portugiesisch Município de Bauru, ist eine Stadt im brasilianischen Bundesstaat São Paulo. Im Jahr 2021 wurde die Bevölkerung der Großstadt auf 381.706 Menschen geschätzt, die auf rund 667,7 km² leben und Bauruenser (port: bauruenses) genannt werden. Die Entfernung zur Hauptstadt São Paulo beträgt 326 km.

## Geographie

### Distrikte
Die Gemeinde ist in Distrikte unterteilt:
- Bauru – Hauptdistrikt
- Tibiriçá

## Geschichte
Die Gemeinde wurde 1887 durch Landesgesetz gegründet.

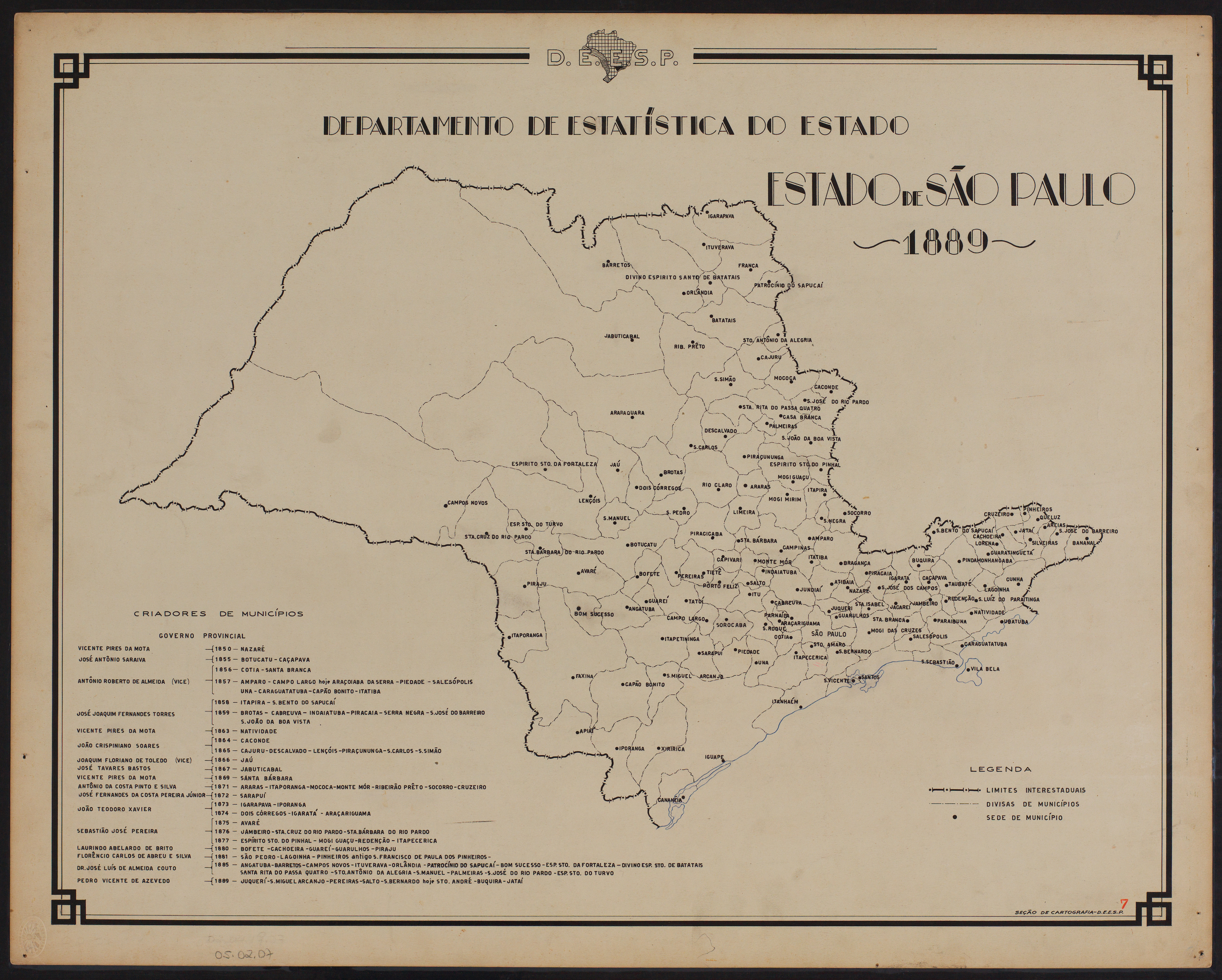
Karte des Bundesstaates São Paulo (1889).

## Bildung
In Bauru befinden sich ein Campus der Universität von São Paulo und ein Campus der UNESP.

## Sehenswürdigkeiten

### Eisenbahnmuseum (Museu Ferroviário)
Die Stadt verfügt über ein Eisenbahnmuseum, welches sich direkt am ehemaligen Bahnhof befindet. Gegründet wurde das Museum im Jahre 1989.

### Zoo
Der im Jahre 1980 eröffnete Zoo bietet seinen Besuchern auf 20 Hektar Land verschiedenste Tiere. Das Gelände des Zoos grenzt an den botanischen Garten der Stadt. Der Zoo verfügt insgesamt über 700 Tiere. Diese gehören 170 verschiedene Spezies an.

### Botanischer Garten
Der botanische Garten, welcher an den Zoo grenzt, gehört der Stadt und verfügt über eine Fläche von 321,71 Hektar. Der Eintritt ist kostenfrei.

## Sport

### Fußball
Bauru ist Heimat des Fußballvereins EC Noroeste, der in der Série A2 des Campeonato Paulista der Federação Paulista de Futebol spielt.
Der Fußballer Edson Arantes do Nascimento, den meisten besser bekannt unter seinem Spitznamen Pelé, spielte, bevor er nach Santos kam, bei Bauru Atlético Clube.

### Basketball
Der lokale Basketballverein Associação Bauru Basquete Clube konnte im Jahr 2002 die Campeonato Brasileiro de Basquete gewinnen.

## Verkehr

### Autobahn
Es gibt mehrere Autobahnanbindungen:
- SP-225 – Rodovia João Ribeiro de Barros und Rodovia Eng. João Batista Cabral Renno
- SP-294 – Rodovia João Ribeiro de Barros
- SP-300 – Rodovia Marechal Rondon
- SP-321 – Rodovia Cesário José de Carvalho

### Personennahverkehr
Bauru verfügt über ein Nahverkehrssystem das durch Busse bedient wird.
Neben den Bussen gibt es Taxis und Moto-Taxis (Taxi-Motorrad).

### Personenfernverkehr
Wie in weiten Teilen Brasiliens üblich, wird der Personenfernverkehr nicht über die Bahn, sondern über Busse abgewickelt. In Bauru befindet sich, wie in den meisten brasilianischen Städten dieser Größe, ein Busbahnhof (port. terminal rodoviário), der den Bahnhof ersetzt und Überland-Verbindungen anbietet. Eine Nonstop-Verbindung von Bauru nach São Paulo dauert in der Regel viereinhalb Stunden. Es gibt auch Verbindungen, bei denen kleinere Städte auf dem Weg angefahren werden, wodurch sich die Fahrzeit verlängert.

### Flughäfen
Obwohl Bauru relativ klein ist, hat die Stadt zwei Flughäfen. Der Flughafen Aeroporto de Bauru (IATA: BAU, ICAO: SBBU) ist direkt in der Stadt.
Der zweite Flughafen, Aeroporto de Bauru-Arealva (IATA: JTC, ICAO: SJTC), befindet sich nördlich der Stadt.

## Söhne und Töchter der Stadt
- Washington Luiz de Paula (1953–2010), Fußballspieler
- Toninho Moura (* 1954), Fußballtrainer
- Marcos César Pontes (* 1963), der erste[15] und bislang einzige brasilianische Raumfahrer
- Júlio César Silva (* 1963), ein Fußballspieler, der bei der Fußballweltmeisterschaft 1986 als bester Zentralverteidiger ausgezeichnet wurde
- Luiz Antônio Lopes Ricci (* 1966), römisch-katholischer Geistlicher, Bischof von Itapetininga
- Marco Aurelio Silva Businhani (* 1972), Fußballspieler
- Émerson (* 1975), Fußballspieler
- Fernando Henrique dos Anjos (* 1983), Fußballspieler
- Alecsandro (* 1981), Fußballspieler
- Thiago Duchatsch (* 1997), Fußballspieler
- João Victor (* 1998), Fußballspieler
- Kerolin (* 1999), Fußballspielerin
- Giovanni Manson Ribeiro (* 2002), Fußballspieler

## Städtepartnerschaften
- Sibiu (1995)

## Trivia
Nach Bauru ist ein Sandwich benannt.
2008 wurde ein Wahrzeichen der Stadt, der Bauruzinho, von einer Bande Jugendlicher gestohlen, die ihr Zimmer mit Dingen wie Verkehrsschildern, Einkaufswagen und eben dem Bauruzinho schmücken wollten. Der Bauruzinho ist eine bunte Figur, die ein Sandwich darstellt und an der Av. Nações Unidas platziert war. Durch die Ermittlungen der Polizei wurden sie allerdings überführt und die Figur sichergestellt.

## Religion
Das Christentum ist in der Stadt wie folgt vertreten:

### Römisch-katholische Kirche
Die katholische Kirche in der Gemeinde ist Teil der bistum Bauru.

### Protestantische Kirche
In der Stadt gibt es die unterschiedlichsten evangelischen Glaubensrichtungen, hauptsächlich Pfingstler, darunter die brasilianischen Assemblies of God, die Christliche Kongregationalistische Kirche in Brasilien, und andere.